# Decaspermum triflorum
Decaspermum triflorum är en myrtenväxtart som beskrevs av Andrew John Scott. Decaspermum triflorum ingår i släktet Decaspermum och familjen myrtenväxter.
Artens utbredningsområde är Små Sundaöarna. Inga underarter finns listade i Catalogue of Life.